# Geopark Harz – Braunschweiger Land – Ostfalen

Logo des Geoparks

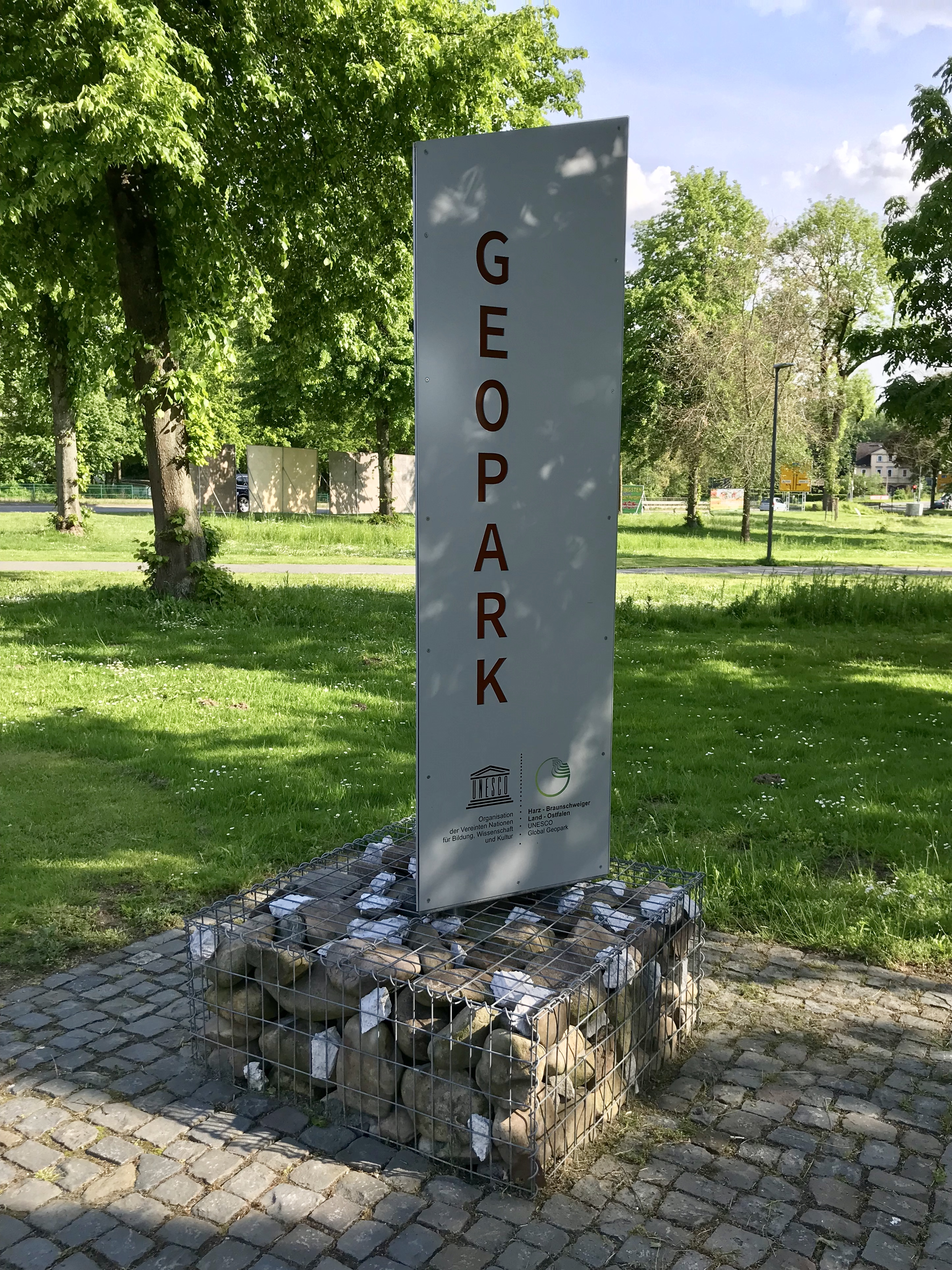
Informations-Stele des Geopark Harz in Osterode am Harz

Der Geopark Harz . Braunschweiger Land . Ostfalen ist als UNESCO Global Geopark, in den drei deutschen Ländern Niedersachsen, Sachsen-Anhalt und Thüringen, ein UNESCO-Kultur- und -Naturerbe.

## Lage und Besonderheiten
In einem Gebiet von etwa 100 × 120 Kilometer umfasst der Geopark Harz . Braunschweiger Land . Ostfalen Naturparks und andere naturschutzrechtliche Schutzgebiete, die den Harz, das Braunschweiger Land und Ostfalen mit Elm und Drömling als Zielgebiet für den naturnahen Tourismus ausweisen. Innerhalb des Geoparks Harz . Braunschweiger Land . Ostfalen vollzieht sich ein naturräumlicher Wechsel von der Geesteniederung des Aller-Flachlandes über das reich gegliederte ostfälische Hügelland bis hin zum Harzer Mittelgebirge.

## Geschichte
Die Idee zur Errichtung eines Geoparks entstand 1997 im Freilicht- und Erlebnismuseum Ostfalen durch den FEMO e. V. in Königslutter am Elm. Der Geopark Harz . Braunschweiger Land . Ostfalen wurde 2001 gegründet. Zusammen mit dem Regionalverband Harz e. V. wurde einer der flächengrößten Geoparks der Welt gegründet. 2003 wurde der Geopark – zunächst mit dem Teilgebiet Braunschweiger Land – Mitglied im Nationalen Geopark Netzwerk. 2004/2005 folgte die Aufnahme in das Europäische Geopark Netzwerk (EGN) und das Globale Geopark Netzwerk (GGN) mit Unterstützung der UNESCO. Seitdem wurde der Geopark Harz . Braunschweiger Land . Ostfalen bereits drei Mal erfolgreich revalidiert, zuletzt im Sommer 2013. Überprüft wurden dabei Infrastruktur, Management, Programm, Budget und Schutzkonzept.
Gesellschafter des Geoparks sind der HARZVERBAND e. V. (ehemals Regionalverband Harz e. V.) mit Sitz in Quedlinburg für das Harzgebiet sowie der Geopark-Trägerverein Braunschweiger Land – Ostfalen e. V. mit Sitz in Königslutter.
Informationszentren des Geoparks entstanden unter anderem in Königslutter, Goslar, Salzgitter, Torfhaus, im Brockenhaus am Brockengipfel, in Quedlinburg und an der Einhornhöhle.

## Landmarken und Geopunkte
Landmarken sind besonders bekannte Orte oder weithin sichtbare Punkte im Gelände. Sie dienen der Orientierung im Geopark. Zu jeder Landmarke und das sie umgebende Gebiet mit Geopunkten – Punkte von besonderem Interesse, an denen sich die Erdgeschichte aber auch die Entwicklung der Kulturlandschaft erkennen lässt – gibt es ein spezielles Faltblatt mit entsprechenden Informationen.

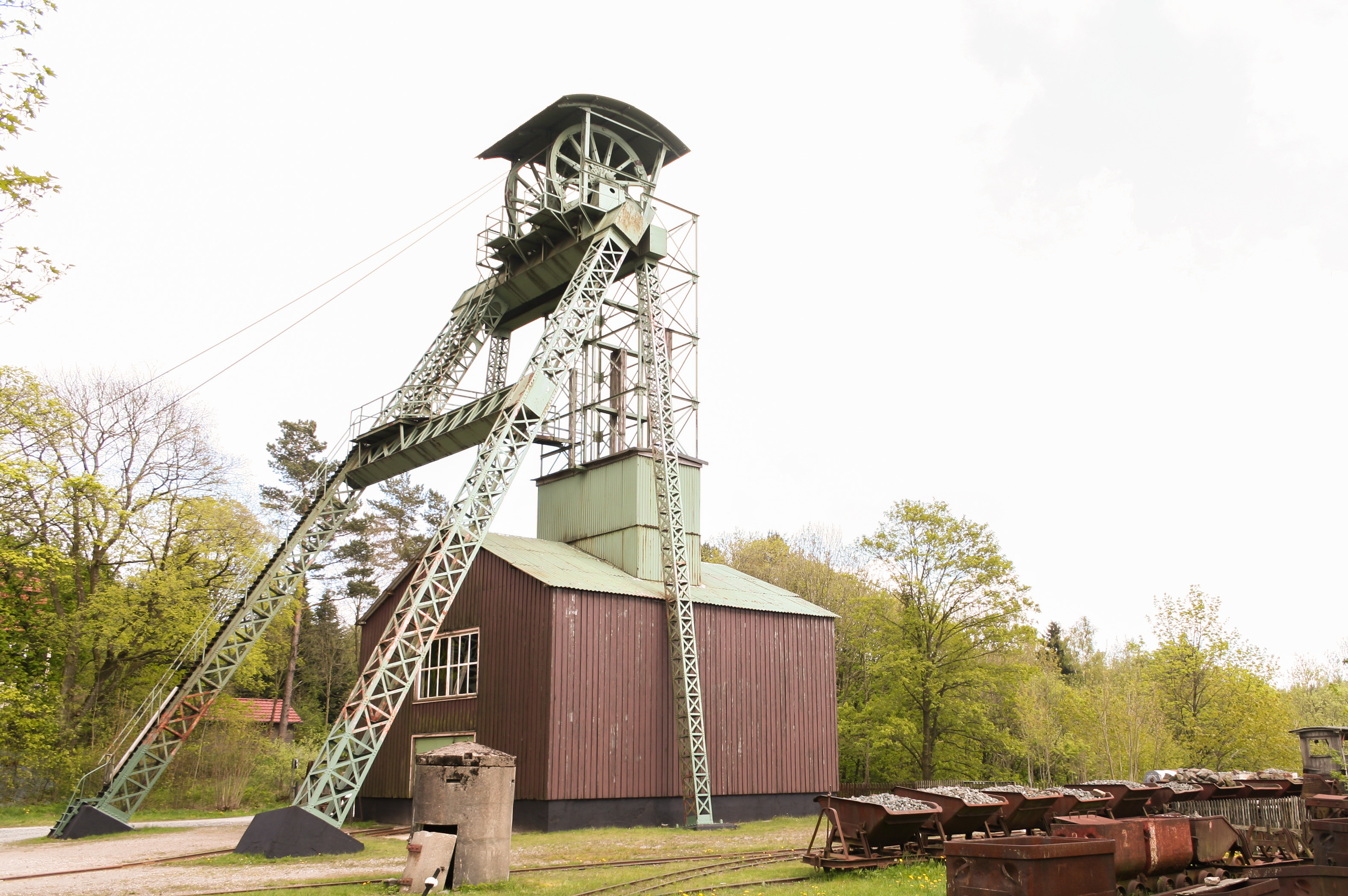
Landmarke 2: Ottiliae-Schacht

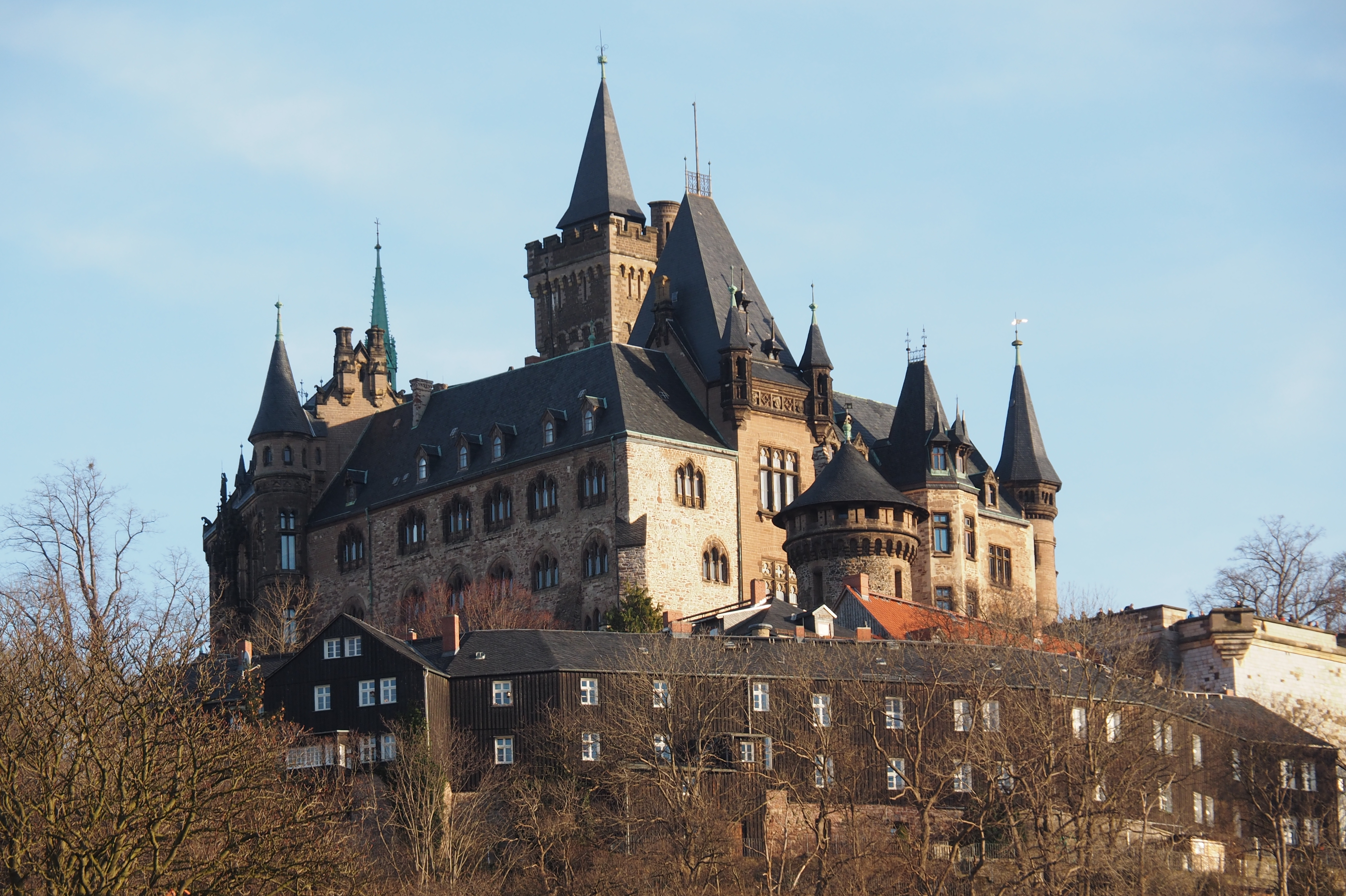
Landmarke 8: Schloss Wernigerode

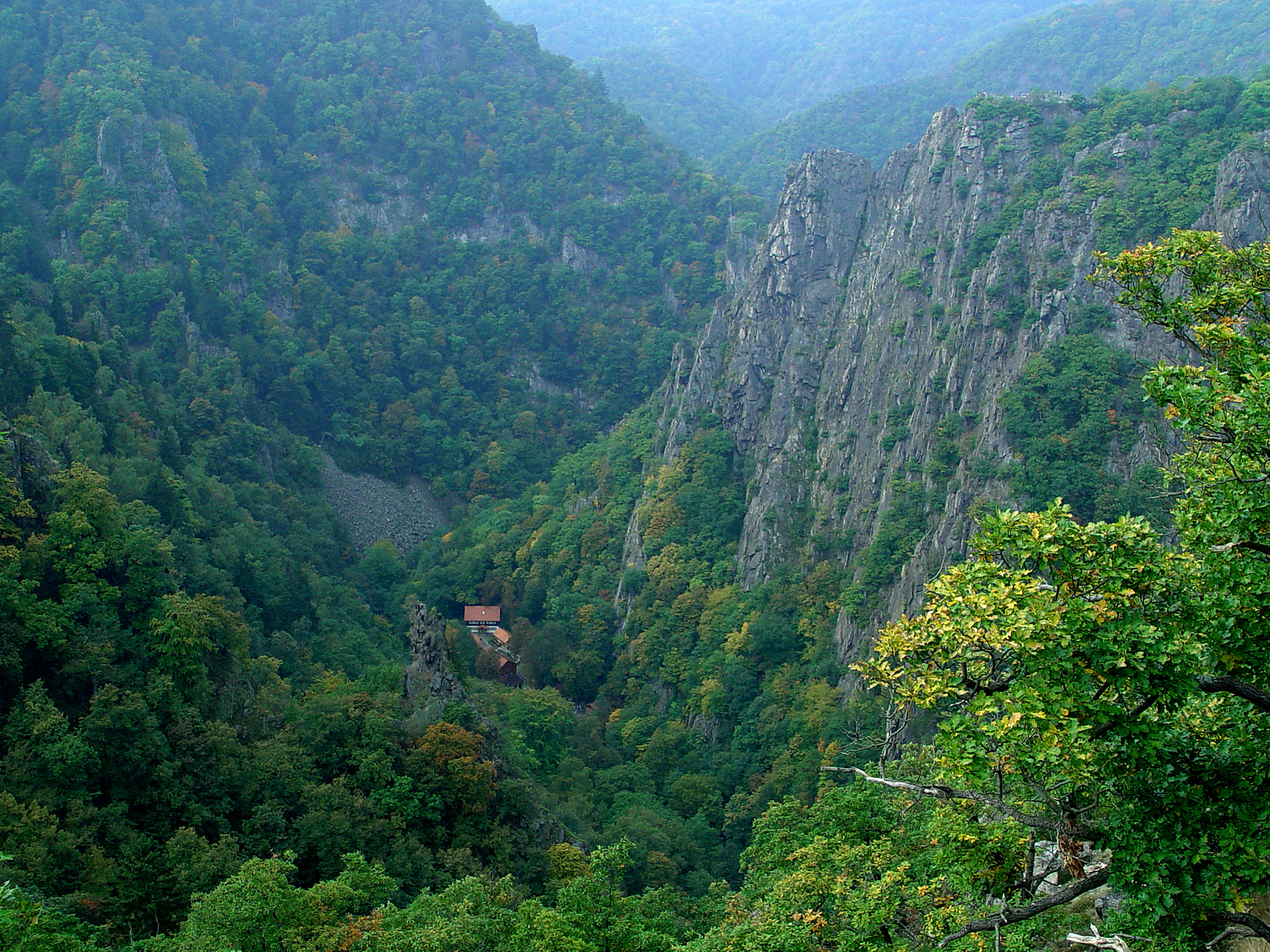
Landmarke 9: Roßtrappe

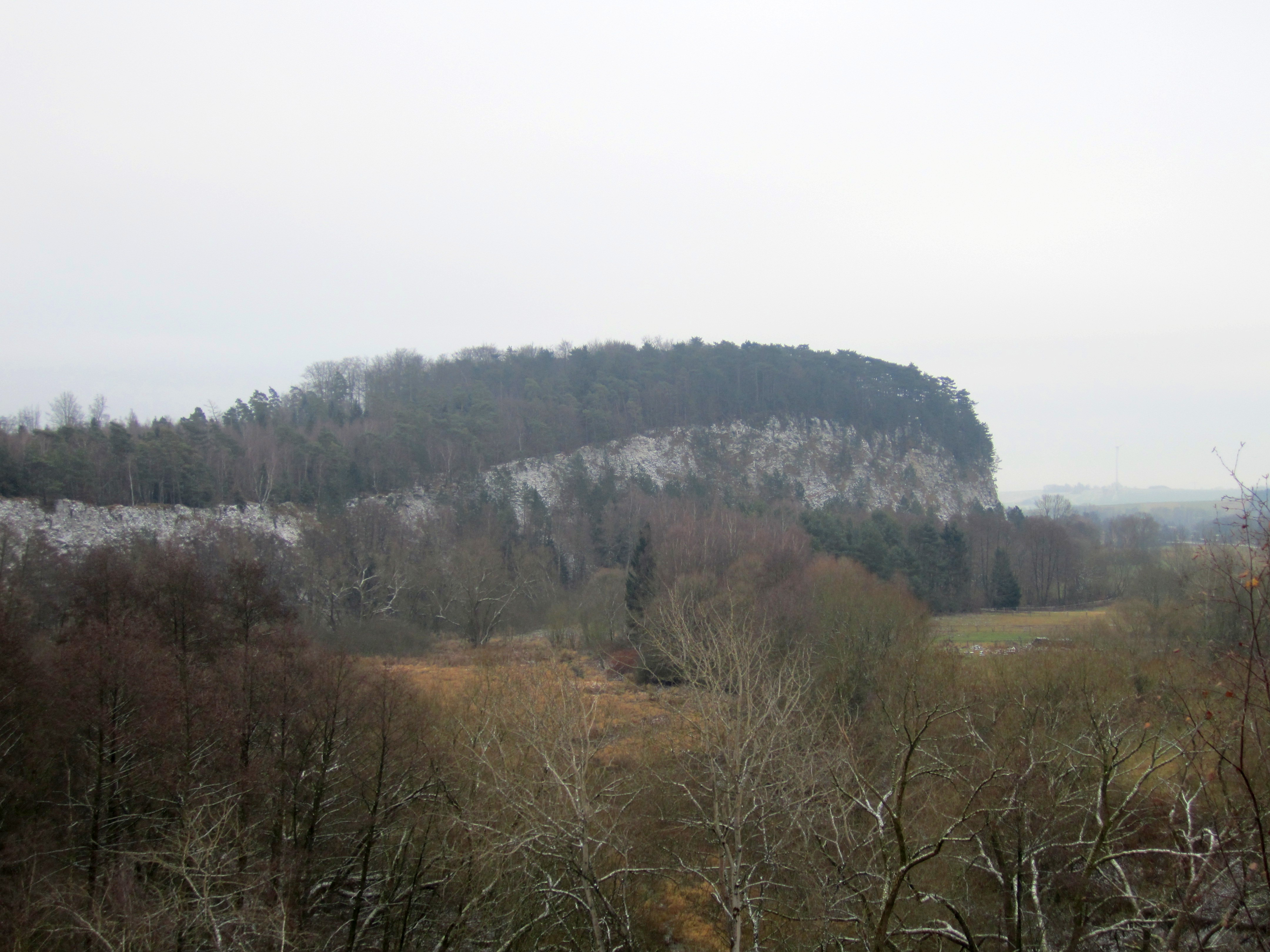
Landmarke 16: Sachsenstein (Berg)

- Landmarke 01: Hübichenstein mit den Geopunkten Muschelkalkaufschluss bei Eisdorf, Gletscherstein bei Münchehof, Tiefe Kuhle bei Fürstenhagen sowie Tongrube in Willershausen.
- Landmarke 02: Ottiliae-Schacht
- Landmarke 03: Rammelsberg
- Landmarke 04: Brocken
- Landmarke 05: Schloss Herzberg
- Landmarke 06: Poppenbergturm
- Landmarke 07: Kohnstein
- Landmarke 08: Schloss Wernigerode mit den Geopunkten Alt- und Neustadt Wernigerode, Mineralienschlucht im Bürgerpark Wernigerode, Ruine Stapelburg, Mundglashütte Derenburg, Horstberg Wernigerode, Austberg-Rundweg, Ziegenberg bei Heimburg, Menhir von Benzingerode, Steinkegel bei Blankenburg, Schaubergwerk Büchenberg bei Elbingerode und Höhle Volkmarskeller.
- Landmarke 09: Roßtrappe
- Landmarke 10: Auerberg mit den Geopunkten Museum Alte Münze in Stolberg, Grube Glasebach in Straßberg, Pfingstfelsen Stolberg, Steinbruch Schneckenberg, Pioniertunnel Alexisbad, Mühlenberg-Zug unter der Erichsburg, Bergrat-Müller-Teich, Ruine Erichsburg, Steinbruch Brachmannsberg, Wasserlösungsstollen im Selketal, Waldhof Silberhütte, Grube Pfaffenberg und Bergsee Güntersberge.
- Landmarke 11: Alte Burg Osterode am Harz mit den Geopunkten Ritterhaus und dem Harzkornmagazin, Aufschluss Fuchshalle, Freilichtmuseum in Lerbach, Sösetalsperre, Allertal bei Riefensbeek-Kamschlacken, Pipinsburg, Teufelsbäder, Gipskarstlandschaft Hainholz-Beierstein, Lichtenstein, Förste sowie Karstwanderweg Südharz.
- Landmarke 12: Spitzkegelhalde Hohe Linde in Sangerhausen mit den Geopunkten Wippraer Zone „An den Pferdeköpfen“, Burg Grillenburg, ErlebnisZentrum Bergbau Wettelrode, Schlösschenkopf bei Lengefeld, Karstwanderweg Dinsterbachschwinde, Bauerngraben, Alabasterkugeln und Gletschertöpfen, Heimkehle bei Uftrungen, Krebsbachwand bei Rottleberode, Neuen Moungsburg, Königspfalz Tilleda, Helmestausee sowie Europa-Rosarium und Spengler-Museum in Sangerhausen.
- Landmarke 13: Baumannshöhle
- Landmarke 14: Kloster Huysburg
- Landmarke 15: Schloss Ballenstedt mit den Geopunkten Gegensteine, Bückeberg, Rambergmassiv, Kohlenschacht Opperode, Strulle in Meisdorf, Harzgerode, Bergbaulehrpfad in Tilkerode, Carlswerk Mägdesprung, Erbstollenportal bei Mägdesprung, Alexisbad, Museum der Stadt Aschersleben sowie Steinbruch Rieder.
- Landmarke 16: Sachsenstein mit den Geopunkten Römerstein bei Nüxei, Ravensberg bei Bad Sachsa, Schwiebachtal bei Bad Sachsa, Glasmuseum Steina, Kloster Walkenried, Kranichstein bei Neuhof, Glas- und Hüttenmuseum in Wieda, NatUrzeitmuseum Bad Sachsa sowie Burg Sachsenstein.
- Landmarke 17: Schloss Mansfeld
- Landmarke 18: Schloss Liebenburg
- Landmarke 19: Bösenburg
- Landmarke 20: Museum Schloss Salder
- Landmarke 21: Burg Lohra
- Landmarke 22: Ilseder Hütte
- Landmarke 23: Kaiserpfalz Werla
- Landmarke 24: Kaiserdom Königslutter
- Landmarke 25: Planetarium Wolfsburg
- Landmarke 26: Lübbensteine Helmstedt
- Landmarke 27: Burg Ummendorf
- Landmarke 28: Schloss Hundisburg
- Landmarke 29: Bismarckturm Asse
- Landmarke 30: Braunschweiger Löwe